# Eduard Hambardzumyan
Eduard Hambardzumyan (in armeno Էդուարդ Համբարձումյան?; Soči, 23 febbraio 1986) è un pugile armeno.

## Palmarès

### Europei dilettanti
- 1 medaglia:
  - 1 oro (Liverpool 2008 nei pesi superleggeri)